# Riscle (Riscle)
Riscle ist eine Ortschaft und eine ehemalige französische Gemeinde mit 1.317 Einwohnern (Stand: 1. Januar 2022) im Département Gers in der Region Okzitanien. Sie gehörte zum Arrondissement Mirande und zum Kanton Adour-Gersoise.
Mit Wirkung vom 1. Januar 2019 wurden die früheren Gemeinden Riscle und Cannet zur namensgleichen Commune nouvelle Riscle zusammengeschlossen und haben in der neuen Gemeinde den Status einer Commune déléguée. Der Verwaltungssitz befindet sich im Ort Riscle.

## Lage
Riscle liegt am Fluss Adour im Weinbaugebiet Côtes de Saint-Mont. Zur ehemaligen Gemeinde gehörten die Ortschaften Constance, Hitaous und Les Barthères.

## Geschichte
Mit der Errichtung einer Kirche im 9. Jahrhundert beginnt die Geschichte von Riscle. Die Besiedlung rund um die Burg schloss sich an. Im elften Jahrhundert hatte die Ortschaft bereits fünf Kirchen.
1569 wurde Riscle durch Henri I. de Montmorency zerstört.
Eine Überflutung Riscles geschah 1737. Erst ab der Mitte des 19. Jahrhunderts wurde die Gemeinde wieder völlig neu errichtet.

## Bevölkerungsentwicklung
| 1962 | 1968 | 1975 | 1982 | 1990 | 1999 | 2006 |
| ---- | ---- | ---- | ---- | ---- | ---- | ---- |
| 1679 | 1845 | 1841 | 1867 | 1778 | 1675 | 1700 |

## Sehenswürdigkeiten
- Kirche Saint-Pierre aus dem 12. Jahrhundert, Monument historique[2]
- Hängebrücke über den Adour (erbaut 1930)

## Persönlichkeiten
- Roger Ferrien (* 1924), Rugbyspieler